# Vladímir Horowitz
Vladímir Samóylovich Horowitz (en ruso: Влади́мир Само́йлович Го́ровиц, romanizado: Vladímir Samóilovich Górovits; en ucraniano: Володи́мир Самі́йлович Го́ровиць, romanizado: Volodýmyr Samíylovich Hórovits; 1 de octubre de 1903-5 de noviembre de 1989) fue un pianista y compositor ucraniano nacionalizado estadounidense. Su técnica legendaria destacó por la excitación emocional (era electrizante ante el público) y su riqueza tonal, además de su virtuosismo increíble e incandescente y por su gran inventiva pianística. Es considerado uno de los más extraordinarios y geniales pianistas de la Historia. Ganó 26 Premios Grammy, el Prix Mondial du Disque, la Medalla Presidencial de la Libertad y fue comendador de la Legión de Honor entre otras distinciones.

## Síntesis biográfica
Aunque algunas fuentes sitúan su nacimiento en Berdýchiv, según su certificado de nacimiento y como sustentaba el propio Horowitz habría nacido en Kiev en 1903. Sin embargo, a fin de evitar el servicio militar su padre le quitó un año, aduciendo que había nacido en 1904. Esta fecha ficticia de nacimiento se encuentra todavía en varias referencias, pero el mismo Horowitz confirmó siempre que su verdadero año de nacimiento fue 1903.
Horowitz comenzó su aprendizaje de piano a temprana edad, primero a cargo de su madre que había sido pianista competente. En 1912, ingresó en el conservatorio de Kiev, donde estudió con Vladímir Pujalski, Serguéi Tarnovski, y Félix Blumenfeld. Se graduó en 1919 interpretando el Concierto para piano nº 3 de Rajmáninov, y su primer recital como solista tuvo lugar en 1920. 
Su fama creció rápidamente, y al poco tiempo inició una gira por el Imperio ruso, en la que frecuentemente le pagaban con pan, manteca y chocolate en lugar de dinero, debido a la ruina económica del país tras la Primera Guerra Mundial.
Durante la temporada 1922-1923, realizó 23 conciertos con once programas diferentes solamente en San Petersburgo y, el 2 de enero de 1926, tuvo lugar su primera presentación fuera de Rusia, en Berlín. Luego tocó en París, Londres y Nueva York. Se radicó en Estados Unidos en 1940 y cuatro años después obtuvo la ciudadanía estadounidense.

### Carrera en los Estados Unidos

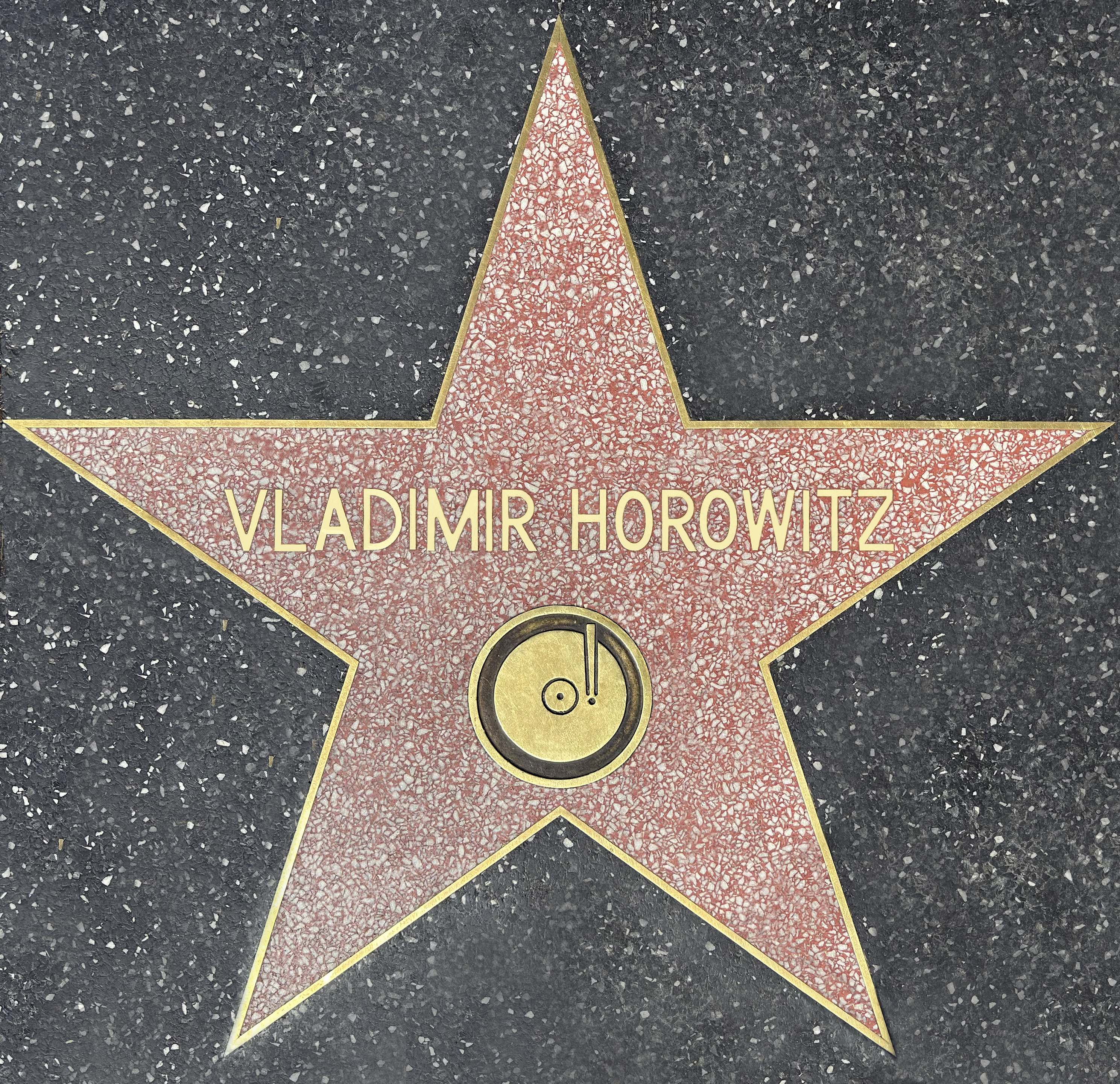
Vladimir Horowitz Estrella - Hollywood Walk of Fame

El debut americano de Horowitz se efectuó en el Carnegie Hall el 12 de enero de 1928 interpretando el Concierto para piano Nº 1 de Chaikovski con la dirección orquestal de Sir Thomas Beecham, quien también hacía su debut en Norteamérica.
En la ocasión el pianista demostró la capacidad que mantendría durante toda su vida artística para emocionar a su audiencia. 
En 1932, tocó por primera vez con la dirección de Arturo Toscanini, en una interpretación del Concierto para piano n.º 5, Emperador, de Beethoven. Ambos continuarían haciendo conciertos juntos y en 1933 se casaría con su hija, Wanda Toscanini (1907-1998). Ambos tuvieron una hija, Sonia (1934-1975), se separaron hacia 1948, reconciliándose en 1951.
A pesar de la clamorosa recepción de la audiencia, Horowitz se sintió frecuentemente inseguro de sus dotes como pianista. Muchas veces renunció a dar conciertos ya programados, y después de 1965 sus recitales como solista fueron muy pocos.

### Grabaciones

Hórowitz recibe la Medalla Presidencial de la Libertad, por el presidente Ronald Reagan y la primera dama Nancy Reagan, el honor más alto otorgado por los Estados Unidos.

A partir de 1928, después de establecerse en Estados Unidos, Horowitz realizó numerosas grabaciones, la primera de ellas para RCA Victor. A causa del impacto económico de la gran depresión, RCA permitió a sus artistas continuar grabando con sellos europeos asociados, en este caso HMV de Londres. Así la primera grabación en Europa, en 1930, incluyó el estreno mundial del Concierto para piano n.º 3 de Rajmáninov, con la orquesta sinfónica de Londres dirigida por Albert Coates. Hasta 1936 Horowitz continuó grabando obras de piano solista a través de HMV, incluyendo su famosa interpretación de 1932 de la Sonata en Si menor para piano de Liszt. 
A partir de 1940, las grabaciones vuelven a realizarse en los Estados Unidos: durante esta época (1941) realiza su primera grabación del Concierto Nº1 para piano de Chaikovski con orquesta dirigida por Toscanini. En 1959, la RCA editó su concierto en directo de 1943 con el mismo director, que algunos críticos consideran de calidad superior a la grabación posterior. 
Desde 1953, al inicio de un período de retiro público del intérprete, se graban varias obras en su casa de Nueva York, incluyendo piezas de Aleksandr Skriabin y Muzio Clementi. El primer registro en estéreo data de 1959, con sonatas para piano de Beethoven. 
En 1962, inicia una serie de exitosas grabaciones para Columbia Records, entre ellas su retorno al Carnegie Hall en 1965, y la grabación en 1968 de su especial para televisión Horowitz en televisión. Entre otras grabaciones premiadas, se encuentra su registro de 1969 de la Kreisleriana de Robert Schumann.